# Philip Catherine
Philip Catherine (Londra, 27 ottobre 1942) è un chitarrista belga.

## Biografia
Nato a Londra da madre inglese e padre belga, si è inserito nella scena jazz europea negli anni '60 suonando con Dexter Gordon, Niels-Henning Ørsted Pedersen, Richard Galliano, Charles Mingus, Charlie Mariano, Stéphane Grappelli, Toots Thielemans, Robert Wyatt, Jean-Luc Ponty, Larry Coryell, Carla Bley e altri.
Sempre negli anni '60 è diventato membro dello Jean-Luc Ponty Quintet. Ha anche collaborato con John Scofield, Joachim Kühn, Ran Blake e George Benson.
Nel 1976 ha sostituito Jan Akkerman nella formazione del gruppo rock Focus, in cui è rimasto per circa due anni contribuendo alle registrazioni dell'album Focus con Proby.
Negli anni '80 ha spesso lavorato al fianco di Chet Baker.

## Discografia parziale
- 1971 – Stream
- 1975 – September Man
- 1976 – Nairam
- 1980 – Babel
- 1982 – End of August
- 1988 – September Sky
- 1988 – Oscar
- 1990 – I Remember You
- 1992 – Moods, Vol. I
- 1992 – Moods, Vol. II
- 2000 – Blue Prince
- 2008 – Guitars Two
- 2010 – Concert in Capbreton